# Birnin-Magaji/Kiyaw
Birnin-Magaji/Kiyaw è una città della Repubblica Federale della Nigeria appartenente allo stato di Zamfara. 
È capoluogo dell'omonima area a governo locale (local government area) che si estende su una superficie di 1.188 km² e conta una popolazione di 178.619 abitanti.